# Antipatros de Cyrène
Pour les articles homonymes, voir Antipater.
Antipatros de Cyrène, en grec ancien Ἀντίπατρος, est un philosophe cyrénaïque de Grèce antique du IVe siècle av. J.-C.

## Notice biographique
Nous ne savons que très peu de choses de cet auteur : disciple d’Aristippe, maître  d’Hégésias de Cyrène, il devint aveugle, selon Cicéron. 

## Source
- Diogène Laërce, Vies, doctrines et sentences des philosophes illustres [détail des éditions] (lire en ligne) (Livre II, « Vie d'Aristippe »).